# Charles Strode
Charles Strode, detto Buzz (El Cajon, 5 settembre 1957), è un ex tennista statunitense.
Anche suo fratello Morris è stato un tennista.

## Carriera
In carriera ha vinto un titolo di doppio, l'Hong Kong Open nel 1982, in coppia con suo fratello Morris. Nei tornei del Grande Slam ha ottenuto il suo miglior risultato raggiungendo la finale di doppio misto all'Open di Francia nel 1983, in coppia con la connazionale Leslie Allen, perdendo da Eliot Teltscher e Barbara Jordan per 6-2, 6-3.

## Statistiche

### Doppio

#### Vittorie (1)
| Numero | Anno            | Torneo                    | Superficie | Compagno      | Avversari in finale      | Punteggio     |
| 1.     | 7 novembre 1982 | Hong Kong Open, Hong Kong | Cemento    | Morris Strode | Kim Warwick Van Winitsky | 6-4, 3-6, 6-2 |

### Doppio

#### Finali perse (1)
| Numero | Anno             | Torneo                          | Superficie | Compagno      | Avversari in finale    | Punteggio     |
| 1.     | 21 novembre 1982 | Bangkok Tennis Classic, Bangkok | Sintetico  | Morris Strode | Mike Bauer John Benson | 5-7, 6-3, 3-6 |

### Doppio misto

#### Finali perse (1)
| Numero | Anno | Torneo                  | Superficie  | Compagna     | Avversari in finale            | Punteggio |
| 1.     | 1983 | Open di Francia, Parigi | Terra rossa | Leslie Allen | Eliot Teltscher Barbara Jordan | 6-2, 6-3  |